# 肩髃穴
肩髃穴是属于手陽明大腸經的腧穴。

## 定位
三角肌上，臂外展或前伸時肩峰前下方凹陷處。

## 主治
肩臂疼痛、半身不遂、手臂攣急等。

## 操作
直刺或向下斜刺0.8～1.5寸；可灸。